# Zabytki w Dzierżoniowie

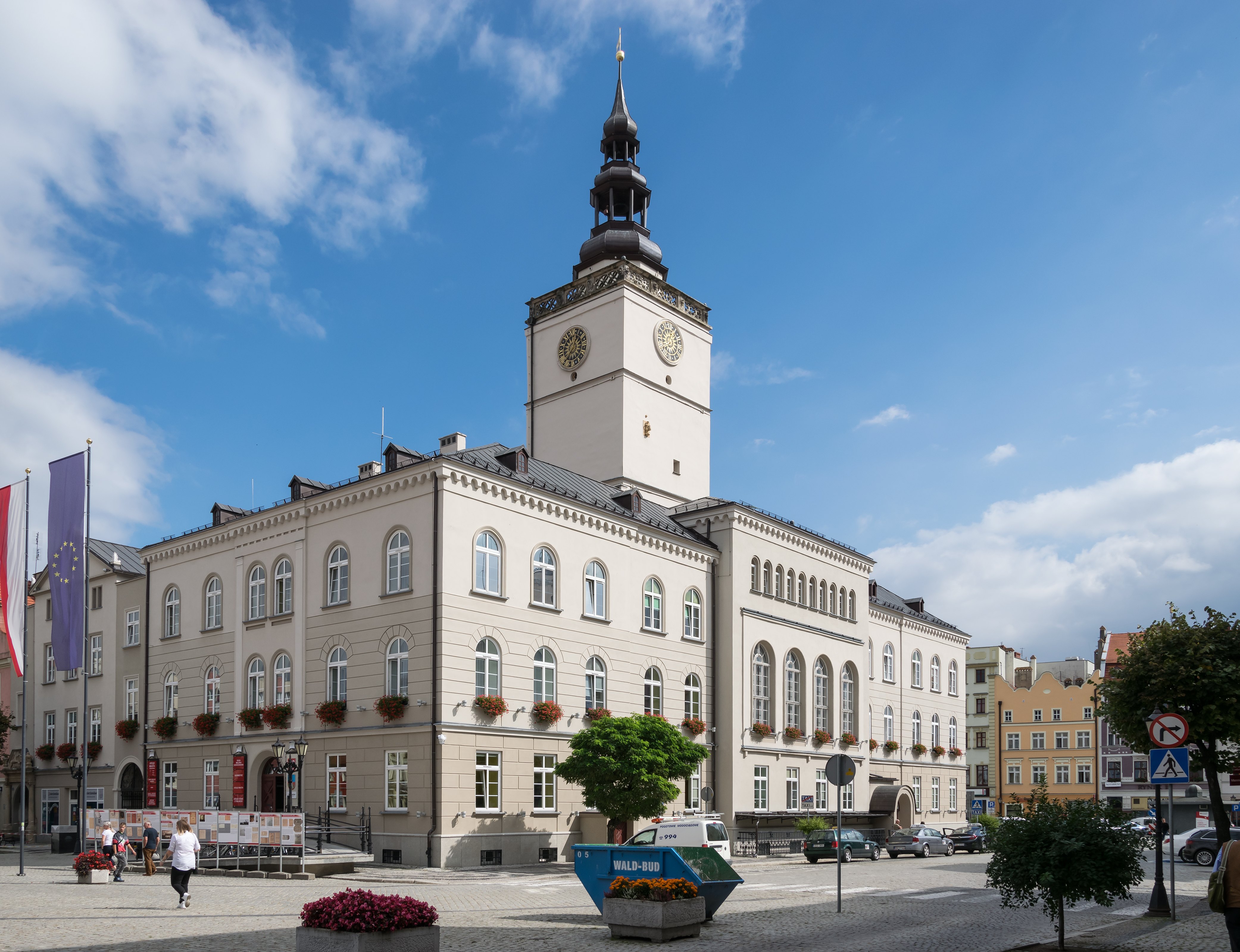
Ratusz w Dzierżoniowie

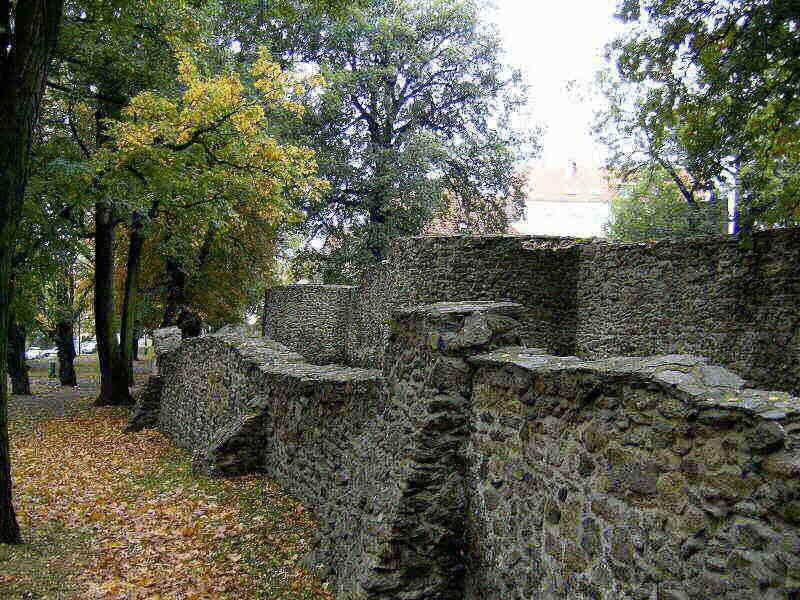
Mury Miejskie

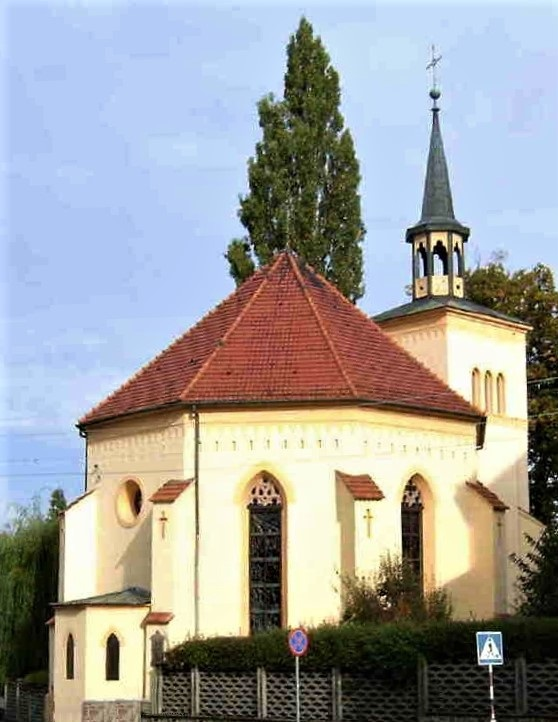
Kościół (kaplica) pw. św. Trójcy

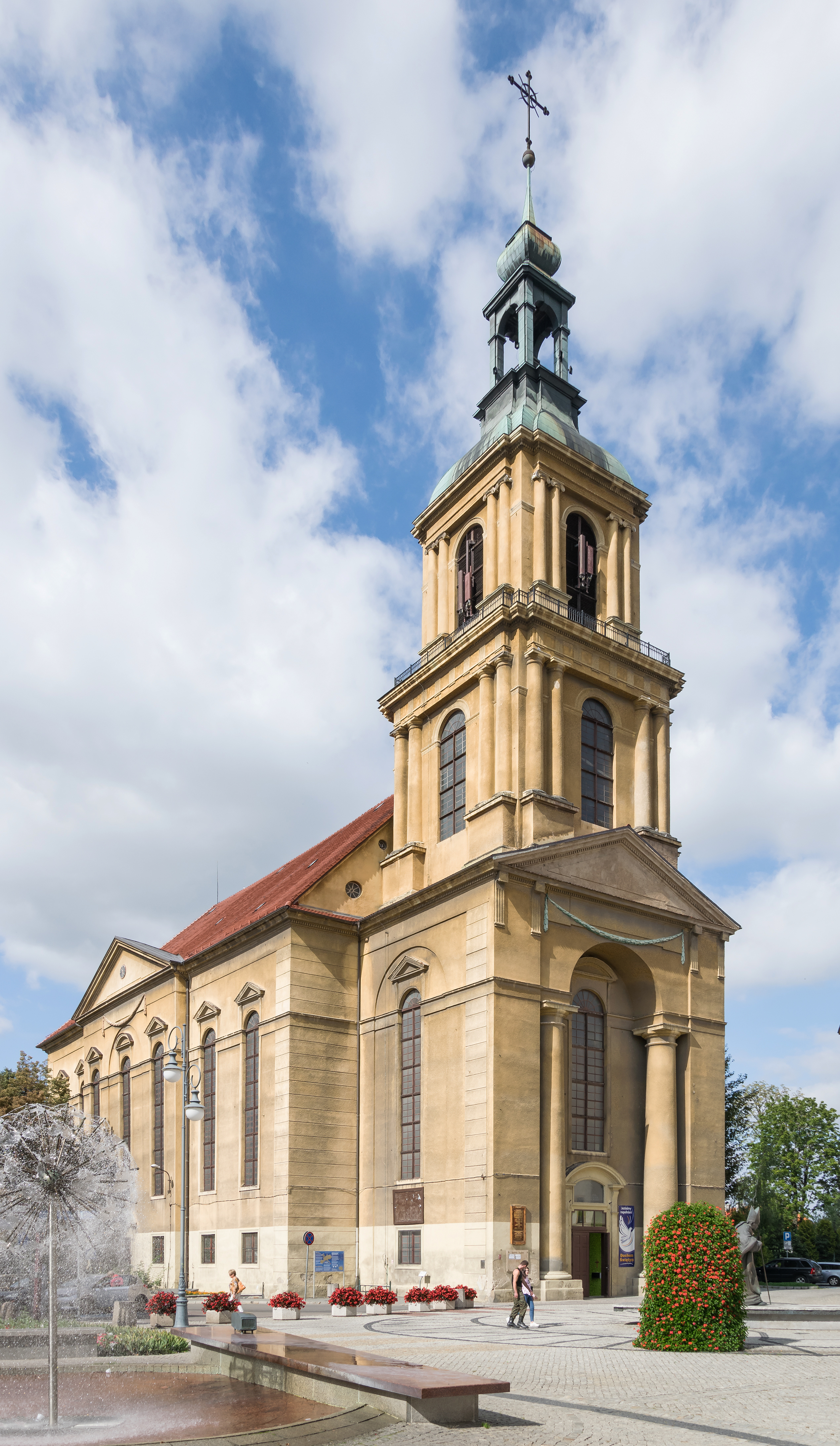
Kościół Maryi Matki Kościoła w Dzierżoniowie

Lista zabytków nieruchomych znajdujących się w Dzierżoniowe:
- zespół urbanistyczny miasta,
- mury obronne,
- kościół parafialny pw. św. Jerzego z 2. połowy XIV wieku, przebudowany w XVI,
- zespół klasztorny augustianów, XIV, 1713, 1845 (ul. Garncarska 16 / Klasztorna): 
  - kościół, ob. par. pw. Niepokalanego Poczęcia NMP,
  - klasztor,
- kościół pw.Maryi Matki Kościoła, obecnie kościół rzymskokatolicki wcześniej zbór ewangelicki, wybudowany w latach 1795-98 w/g projektu Carla Gottharda Langhansa.
- kaplica cmentarna pw. św. Barbary z XV wieku, 1831, 1851,
- kaplica grobowa rodziny Sadebecków (1) na cmentarzu ewangelickim z 1805, (ul. Dubois)
- synagoga z 1875 roku (ul. Krasickiego 28)
- ratusz i wieża ratuszowa z XV, 1873-75,
- sukiennice z XV wieku, przebudowane w XIX
- dom przy ul. Klasztornej 7, XVI-XVII, XIX,
- dom przy ul. Klasztornej 12, XVIII/XIX,
- dom przy ul. Kościelnej 30, początek XIX,
- dom przy ul. Krasickiego 21, XVIII,
- dom przy ul. Mierniczej 2 (obecnie przedszkole) z 3. ćwiećwiecza XIX,
- dom przy ul. Przedmieście 27,
- willa przy ul. Szkolnej 14 z 1894 roku
- kamienica przy ul. Świdnickiej 2, XVIII, XIX/XX,
- willa przy ul. Świdnickiej 30 z 1897,
- willa przy ul. Świdnickiej 32 z 1870,
- hotel „Polonia” z 1908, 1920, (ul. Henryka Sienkiewicza 4)
- dom przy placu Wolności 4 (Rynek), początek XIX, przełom XIX/XX,
- dom przy placu Wolności 5 (Rynek), XVIII, przełom XIX/XX,
- domy przy placu Wolności 5-9 (d. Rynek 6-9), XVIII, XIX,
- domy przy placu Wolności 11 (d. Rynek nr 12/13), XIX,
- dom przy placu Wolności 17 (Rynek), XVIII/przełom XIX/XX,
- domy przy placu Wolności 18, 19 (Rynek), przełom XIX/XX,
- kamienica przy placu Wolności 20 (Rynek), XVIII, XIX,
- dom przy placu Wolności 21 (Rynek), XVIII-XX,
- kamienica przy placu Wolności 22 (Rynek), XVIII,
- domy przy placu Wolności 23/24 (Rynek), 1800, początek XX,
- kamienica przy placu Wolności 25 (Rynek), początek XIX,
- kamienica przy placu Wolności 26 (Rynek), przełom XIX/XX,
- kamienica przy placu Wolności 27 (Rynek), koniec XIX,
- domy przy placu Wolności 28, 29, 30 (Rynek), XVIII-XIX,
- kamienica  przy placu Wolności 31 (Rynek), XVIII, 1905,
- domy przy placu Wolności 33, 35, 36 (Rynek), XVIII-XX,
- dom przy placu Wolności 34 (Rynek), XVIII, początek XX,
- dom przy placu Wolności 37 (Rynek), XIX,
- dom przy placu Wolności 39 (Rynek), 1. połowa XIX,
- kamienica przy placu Wolności 51 (Rynek), XVIII-XIX,
- kamienica przy placu Wolności 54 (Rynek), XVII-XIX,
- kamienica przy placu Wolności 55 (Rynek), przełom XIX/XX,
- domy przy ul. Ząbkowickiej 2, 4, 6, 8, 10, 12, 14, 16, 18, przełom XVIII/XIX,
- sąd przy ul. Ząbkowickej 57, 4 ćw. XIX,
- budynki tkalni d. E.F. Haina, tj. 2 budynki produkcyjne oraz kotłownia (ul. Kilińskiego 14) wybudowane w latach 1887-89,

## Kościół pw. Niepokalanego Poczęcia NMP

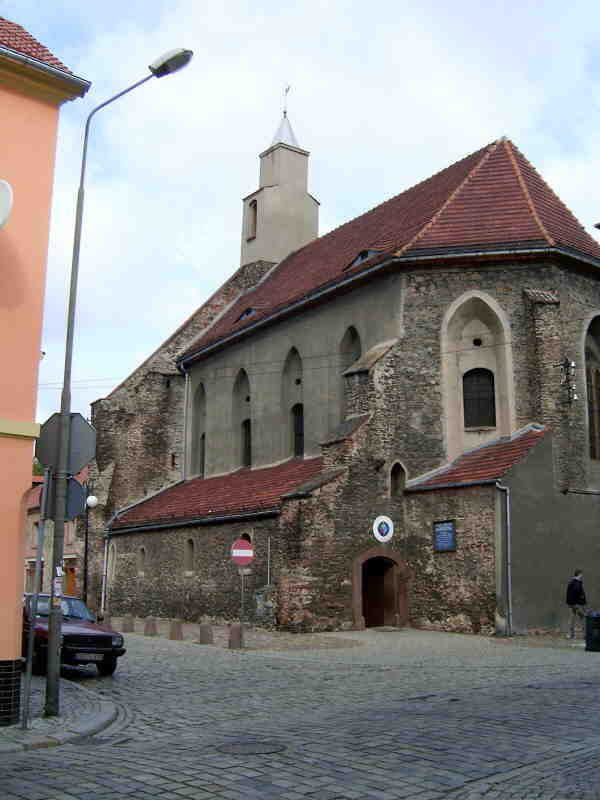
Budynek kościoła od strony ulicy Klasztornej

Kościół był filią fary miejskiej. W 1965 roku został on wpisany do rejestru zabytków. Obecnie należy do parafii NMP Matki Kościoła. Budynek zachował  niezmieniony wygląd zewnętrzny, którego surowość odpowiadała eremickiemu charakterowi zakonu augustianów. We wnętrzu kościoła jedynym akcentem dawnych wieków jest zabytkowa drewniana, niepolichromowana ambona, do której prowadzą schodki z zakrystii. Tematycznie przypomina ona kazalnicę z kościoła św. Jerzego - jej kosz zdobią płaskorzeźby czterech ewangelistów, a baldachim wieńczy figura Chrystusa Dobrego Pasterza. 

### Dawny augustiański klasztor
Na przestrzeni ostatnich wieków był wykorzystywany przez miasto głównie w celach gospodarczych. W XVI w. został on przebudowany. Rozebrano główną kondygnację oraz stromy, dwupołaciowy dach średniowieczny, którego kalenica w czasach użytkowania budynku przez braci pustelników, sięgała do połowy wysokości wieżyczek (sygnaturki). W okresie wojny siedmioletniej (1756-1763) dwukondygnacyjna już, podobnie jak dzisiaj, budowla była wykorzystywana jako piekarnia przez wojska cesarskie] (austriackie). Po II wojnie światowej klasztor służył straży pożarnej, później pełnił funkcję magazynów. Od 1987 roku właścicielem budynku jest również parafia NMP Matki Kościoła. W ciągu ostatnich lat zostały z niego zdjęte tynki, dzięki czemu klasztor i kościół znów zaczęły stanowić w miarę jednolity obiekt.